# Elvira Fabbri Pitteri
Elvira Fabbri Pitteri (Ferrara, 3 maggio 1896 – Roma, 27 luglio 1971) è stata una pittrice italiana.

## Biografia
Nata da Giuseppe Fabbri e da Imelde Licini, acquisì il secondo cognome dopo che la madre, rimasta vedova quando Elvira aveva solo due anni, sposò nel 1901 l'avvocato Vittore Pitteri, originario di Padova. Da questo secondo matrimonio nacque nel 1902 Alfredo Pitteri, che già nel 1920 dirigeva la rivista «Arte Nostra», sulla quale scrissero Filippo de Pisis, Giorgio De Vincenzi, Alberto Neppi e altri intellettuali del gruppo ferrarese.
Elvira esordì molto presto come pittrice: il suo nome compare già nel registro delle opere presentate nel 1917 nella Mostra permanente di Belle Arti, dove espose il pastello Evocazione settecentesca assieme ad altre due opere, Ritratto e Daglie. A fine rassegna, il pastello fu acquistato dal municipio di Ferrara per 500 lire dell'epoca. L'articolo più dettagliato le fu dedicato da Giorgio De Vincenzi sulla Gazzetta Ferrarese, in cui la pittrice raccontava di aver cominciato a dipingere «spinta da un impulso istintivo, che la portava a mettere sulla tela tutto ciò che colpiva la sua vista». Questo stesso impulso la portò a sottoporre i suoi lavori al maturo Gaetano Previati, che la incoraggiò a continuare nella sua attività e che successivamente ebbe modo di indirizzarle da Milano una lettera di congratulazioni, ritrovata alcuni anni dopo la sua morte fra i documenti donati alla Parrocchia di Santa Francesca Romana.
Tra il 1917 e il 1920 partecipò a diverse mostre: a Bologna, a Salsomaggiore Terme e ancora a Ferrara, dove nel 1920 presentò ben dieci opere alla Prima Esposizione allestita presso il Palazzo Arcivescovile.
Nel 1920, Elvira Fabbri Pitteri sposò il conte Emilio Gallotti, ufficiale del Regio Esercito, dal quale non ebbe figli. Nel 1929 la coppia si trasferì a Roma e da allora non si hanno più notizie documentate sulla sua attività di pittrice o, quanto meno, notizie di sue esposizioni, analogamente a quanto accaduto a un'altra artista dell'epoca, Anita Raffaella Cavalieri che, dopo il matrimonio e il trasferimento a Roma, smise in pochi anni di lavorare.
Sembra che tra lei e Giorgio de Chirico, che aveva soggiornato a Ferrara tra il 1915 e il 1918, ci sia stata una breve relazione, ma da ricerche effettuate sui documenti lasciati da lei non è emerso alcuno scritto che possa confermarla.